# بستی حاجی گل‌محمد
بستی حاجی گل‌محمد (به انگلیسی: Basti Haji Gul Muhammad) یک روستا در پاکستان است که در پنجاب واقع شده‌است.